# Les Plans (Hérault)
Plans – miejscowość i gmina we Francji, w regionie Oksytania, w departamencie Hérault.
Według danych na rok 1990 gminę zamieszkiwało 246 osób, a gęstość zaludnienia wynosiła 14 osób/km² (wśród 1545 gmin Langwedocji-Roussillon Plans plasuje się na 670. miejscu pod względem liczby ludności, natomiast pod względem powierzchni na miejscu 446.).